# Pitkäkari (ö i Finland, Egentliga Finland, lat 60,77, long 21,25)
Pitkäkari är en ö i Finland. Den ligger i Bottenhavet eller Skärgårdshavet och i kommunen Nystad i landskapet Egentliga Finland, i den sydvästra delen av landet. Ön ligger omkring 67 kilometer nordväst om Åbo och omkring 210 kilometer väster om Helsingfors.
Öns area är 3,7 hektar och dess största längd är 320 meter i sydväst-nordöstlig riktning.